# Liste des principales familles de la guerre de Cent Ans
Cette page a pour vocation de recenser les principales familles médiévales ayant subsistées pendant la Guerre de Cent Ans (1337 - 1453).
La date de fondation est la plus ancienne mention du premier ancêtre agnatique connu de la famille. Il est fréquent que ce premier ancêtre ne portait pas encore les armes ou le nom de la dynastie dont il est à l'origine. La date de dissolution correspond au décès du dernier descendant agnatique du fondateur de la famille. L'héritier désigne, dans le cas où la famille est éteinte par les mâles, une autre famille qui a hérité par un mariage avec l'un des derniers membres de cette familles du nom ou de fiefs majeurs ayant appartenu à cette famille. 

## Liste

### Capétiens
Ce tableau regroupe les branches de la dynastie capétienne ayant subsistées pendant la guerre de Cent Ans. La date de fondation correspond à la date de naissance d'un fils d'un Roi de France.
| Blason | Dynastie                   | Fondation | Fondation   | Dissolution | Dissolution  | Héritier                            | Titres                                                     |
| ------ | -------------------------- | --------- | ----------- | ----------- | ------------ | ----------------------------------- | ---------------------------------------------------------- |
|        | Maison de Valois           | 1270      | Charles     | 1498        | Charles VIII | Maison de Valois-Orléans            | Roi de France, Duc de Bourgogne, Duc d'Anjou ...           |
|        | Maison d'Évreux            | 1276      | Louis       | 1441        | Blanche      | Maison d'Ivrée                      | Roi de Navarre                                             |
|        | Maison de Valois-Bourgogne | 1342      | Philippe II | 1482        | Marie        | Maison de ValoisMaison de Habsbourg | Duc de Bourgogne, Duc de Lorraine, Duc de Luxembourg...    |
|        | Maison de Valois Orléans   | 1372      | Louis Ier   | 1589        | Henri III    | Maison de Bourbon                   | Roi de France, Duc d'Orléans, Duc de Valois ...            |
|        | Maison de Bourbon          | 1256      | Robert      |             | Louis        |                                     | Roi de Navarre, Duc de Vendôme, Comte de Clermont ...      |
|        | Maison de Bourgogne        | 1011      | Robert      | 1471        | Claude       |                                     | Roi de Portugal, Duc de Bourgogne, Seigneur de Montagu ... |
|        | Maison de Dreux            | 1125      | Robert      | 1514        | Anne         | Maison de Valois-Orléans            | Duc de Bretagne, Comte de Dreux                            |

### Autres familles
| Blason | Dynastie              | Fondation | Fondation       | Dernier Chef | Dernier Chef          | Héritier             | Titres                                                  |
| ------ | --------------------- | --------- | --------------- | ------------ | --------------------- | -------------------- | ------------------------------------------------------- |
|        | Maison de Wettin      | 798       | Onfroy          |              | Michel-Benoit de Saxe |                      | Comte palatin de Saxe, margrave de Misnie ...           |
|        | Maison d'Ivrée        | 790       | Amédée          | 1555         | Jeanne la Folle,      | Maison de Habsburg   | Duc de Bourgogne, Roi d'Italie, Roi de Castille         |
|        | Maison d'Avesnes      | 1046      | Hugues de Douai | 1311         | Marguerite II         | Maison de Wittelbach | Comte de Hainaut, Comte de Hollande                     |
|        | Maison de Poitiers    | 839       | Gérard          | 1487         | Charlotte de Lusignan | Maison Plantagenêt   | Comte de Poitiers, Duc d'Aquitaine, Roi de Jérusalem... |
|        | Maison d'Armagnac     | 887       | Garcia Sanche   | 1503         | Louis d'Armagnac      | Maison de Rohan      | Comte d'Armagnac, Duc de Nemours                        |
|        | Maison de Wittelsbach | 893       | Léopold         |              | François de Bavière   |                      | Duc de Bavière                                          |
|        | Maison d'Este         | 940       | Oberto          | 1875         | François de Modène    | Maison de Lorraine   | Duc de Ferrare, Duc de Modène                           |
|        | Maison d'Ascanie      | 970       | Adalbert        |              | Edouard               |                      | Duc de Saxe                                             |
|        | Maison Plantagenêt    | 985       | Geoffroy        | 1499         | Edouard               | Maison Tudor         | Duc de Normandie, Roi d'Angleterre                      |